# La Chaize-Giraud
La Chaize-Giraud – miejscowość i gmina we Francji, w regionie Kraj Loary, w departamencie Wandea.
Według danych na rok 1990 gminę zamieszkiwało 546 osób, a gęstość zaludnienia wynosiła 201 osób/km² (wśród 1504 gmin Kraju Loary La Chaize-Giraud plasuje się na 821. miejscu pod względem liczby ludności, natomiast pod względem powierzchni na miejscu 1211.).